# Strychnos ndengensis
Strychnos ndengensis är en tvåhjärtbladig växtart som beskrevs av François Pellegrin. Strychnos ndengensis ingår i släktet Strychnos och familjen Loganiaceae. Inga underarter finns listade i Catalogue of Life.